# SC Mellieħa
Der Mellieħa SC ist ein maltesischer Fußballverein aus der Gemeinde Mellieħa. Seit seiner Gründung 1961 spielte er eine Spielzeit in der höchsten maltesischen Spielklasse, der Maltese Premier League (1992/93). Derzeit spielt der SC Mellieħa in der dritthöchsten Spielklasse (Maltese Second Division).